# کیانوش (نام)
کیانوش از نام‌های ایرانی است. برخی افراد با این نام عبارتند از:

## نام کوچک
- کیانوش صادق دقیقی
- کیانوش رستمی وزنه‌بردار
- کیانوش عیاری کارگردان و نویسنده
- کیانوش گرامی هنرپیشه
- کیانوش رحمتی بازیکن فوتبال

## نام خانوادگی
- محمود کیانوش
- محمد کیانوش‌راد